# 高松宮宣仁親王
高松宮宣仁親王（たかまつのみや のぶひとしんのう、1905年〈明治38年〉1月3日 - 1987年〈昭和62年〉2月3日）は、日本の皇族、海軍軍人。有栖川宮の祭祀を継承。御称号は光宮（てるのみや）。身位は親王。お印は若梅（わかうめ）。栄典は大勲位功四級。
大正天皇と貞明皇后の第三皇子。皇長兄に昭和天皇、皇次兄に秩父宮雍仁親王、皇弟に三笠宮崇仁親王がいる。第125代天皇明仁は甥、第126代天皇徳仁と秋篠宮文仁親王は大甥にあたる。妃は公爵・徳川慶久の次女・喜久子。

## 生涯

### 誕生

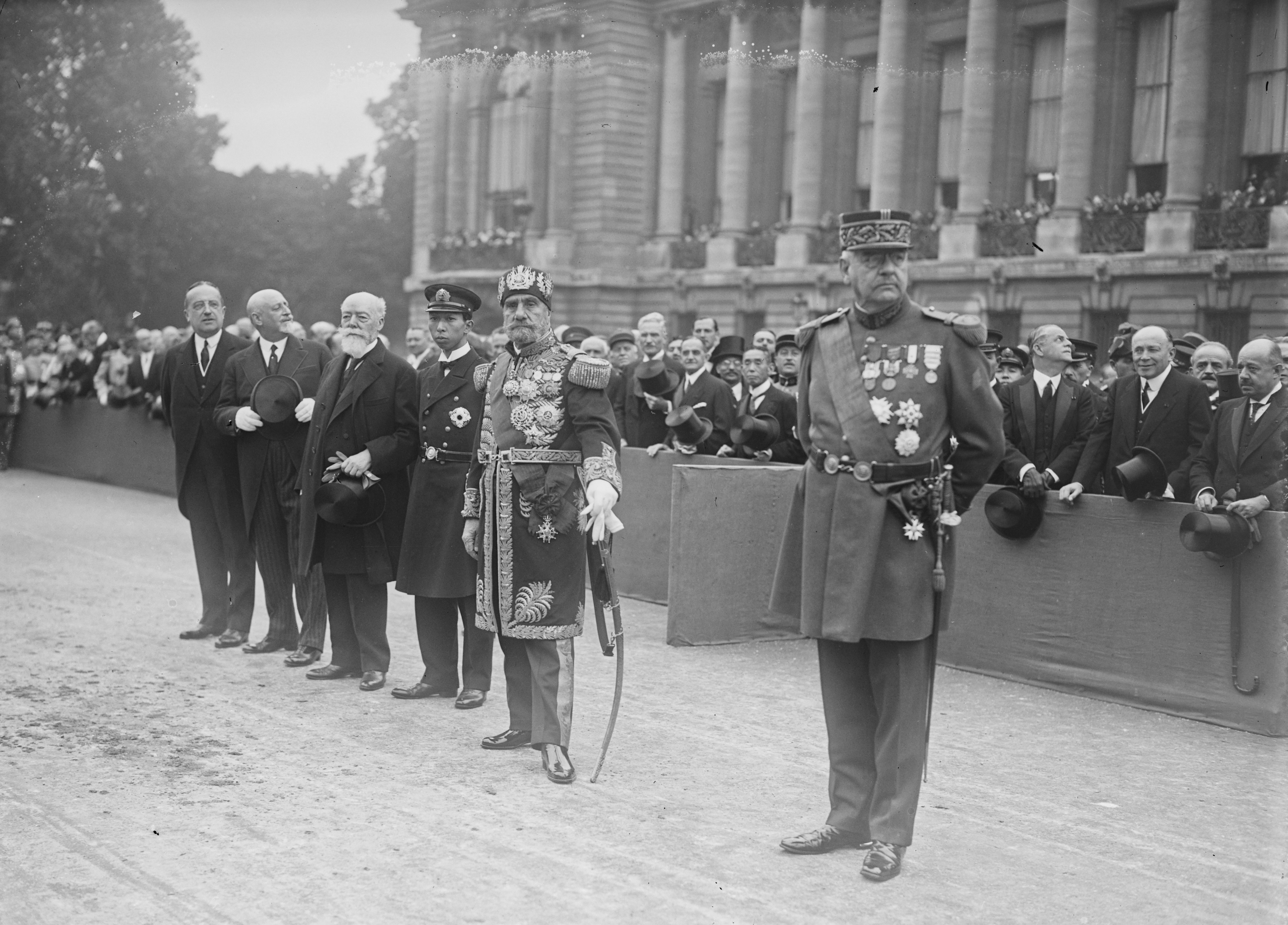
1930年（昭和5年）7月14日、パリのアレクサンドル3世通りでフランス軍の観兵式を査閲中の宣仁親王（右から3番目）。モナコ公ルイ2世、ドゥメール仏上院議長らと。

当時の皇太子嘉仁親王（後に践祚して大正天皇）の第3皇男子として青山東宮御所で誕生。幼称（御称号）を光宮（てるのみや）といった。
高松宮は四親王家の一つ、有栖川宮の旧宮号であるが、宣仁親王が有栖川宮の祭祀を継承したのには故がある。1913年（大正2年）7月10日、有栖川宮第10代・威仁親王が後嗣・栽仁王に先立たれたまま薨去した。皇室典範によって皇族の養子縁組が禁じられていたため、有栖川宮は断絶が確定した。
威仁親王が危篤となって以降7月6日、当時8歳だった宣仁親王に高松宮（有栖川宮家の旧称）の称号が授与され、有栖川宮の祭祀を将来的に宣仁親王に受け継がせることとなった。7月17日の国葬では、宣仁親王が勅命によって喪主を務めることとなった。
1923年（大正12年）、有栖川宮最後の皇族となった威仁親王妃慰子の薨後1年祭をもって同宮が絶家すると、その祭祀、および邸宅などの財産は正式に高松宮に引き継がれた。
1920年（大正9年）4月、学習院中等科三年退学、海軍兵学校予科入学。無試験で入学できる皇族子弟は他の生徒より知的・体力的に劣らざるを得なかった。宣仁親王の予科入学に際してはレントゲン検査も含め健康管理に万全の準備が整えられていたが、凍傷になったため他の生徒とは異なる厚手の作業着が用意された。1921年（大正10年）8月24日、海軍兵学校本科に編入（52期）。1924年（大正13年）7月24日、海軍兵学校卒業、少尉候補生となったが9月に赤痢のために、候補生遠洋航海は断念。
1925年（大正14年）1月3日、成年を迎え、同日付で貴族院皇族議員に就任。1月13日に成年式が執り行われ、8月には、長兄摂政宮皇太子裕仁親王の樺太行啓に同行した。同年12月1日、海軍少尉に任官。1927年（昭和2年）12月1日付で海軍中尉に昇任。
1930年（昭和5年）2月4日、自身が祭祀を継承している有栖川宮威仁親王や徳川慶喜の孫にあたる徳川喜久子と結婚。「公武合体」と話題を呼んだ。
同年、兄・昭和天皇の名代として喜久子妃と14か月にわたって欧米を周遊訪問し、5月27日には米カリフォルニア州・サンフランシスコに立ち寄って日系移民たちの前でスピーチを行った。なおこの時のスピーチは地元住民によってレコードに録音され、現存している。
- 長兄裕仁親王、次兄雍仁親王と（1906年頃）
- 次兄雍仁親王と（1922年頃）
- 海軍少尉任官（1925年以降）
- 徳川喜久子との婚儀（1930年2月）
- 訪欧中、ベルリンにて（1930年8月）

### 海軍軍人として

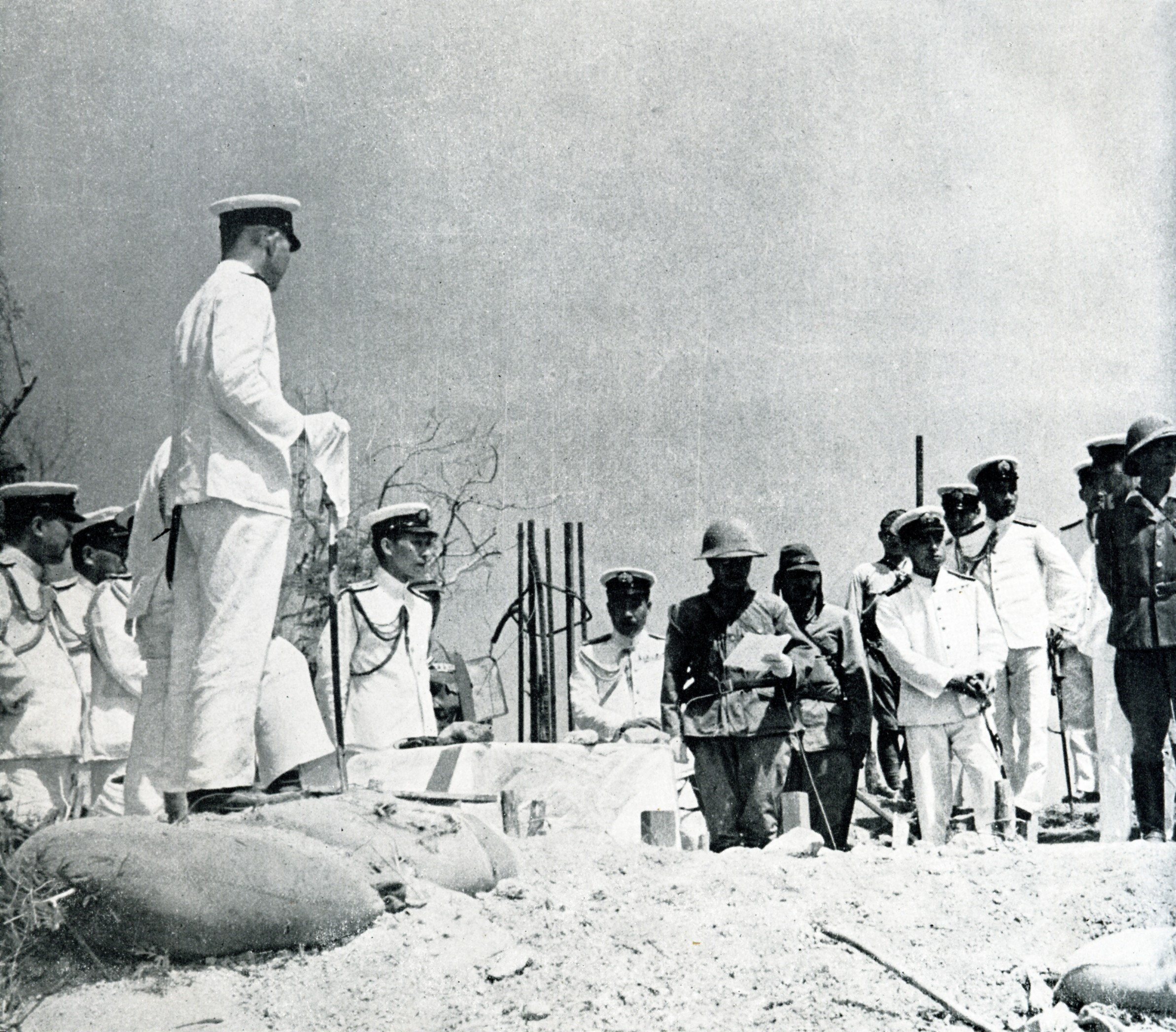
1943年（昭和18年）6月。白テーブルの後ろに立つ士官が宣仁親王。

1932年（昭和7年）11月29日、海軍砲術学校高等科を卒業し、巡洋艦「高雄」、戦艦「扶桑」の分隊長に補される。1933年（昭和8年）11月から約1年間、広島県呉市新宮町で暮らす（邸の名前は俊山荘）。
当時は、昭和天皇にまだ皇子が無く、男児の誕生が強く望まれていた。また、義母徳川實枝子（有栖川宮威仁親王第2女子：實枝子女王、喜久子妃の実母）が癌に倒れ、1933年（昭和8）4月25日に逝去していた。宣仁親王は、その日の日記に「子を成すことが、義母：實枝子や父：大正天皇に対する”つとめ”」であるという主旨の内容を記している。同年12月23日に、昭和天皇の第5子、第1皇男子として継宮明仁親王（のち第125代天皇、上皇）が誕生した際には、「重荷のおりた様なうれしさ」と日記に記した。
宣仁親王の喜びは大きく
| 「                                      | おのつから 涙わきけり うれしさは 日つきの御子の うまれましたる | 」 |
| —中央公論社『菊と葵のものがたり』 p.198 |                                                                |    |

をはじめ、複数の和歌を詠んだ。
結果的に、長兄・昭和天皇（7人：2男5女）、弟・三笠宮崇仁親王（5人：3男2女）と違い、宣仁親王は次兄・秩父宮雍仁親王同様に子女は無く、夫妻の血筋は遺されていない。
1934年（昭和9年）11月10日、海軍大学校に入校（甲種学生34期）、1935年（昭和10年）11月15日付で、海軍少佐に昇任。1936年（昭和11年）11月26日、海軍大学校卒業、同年12月1日に軍令部出仕兼部員に補され、第二部（軍備）、第三部（情報）、第四部（通信）などを歴任。
1937年（昭和12年）、海軍少佐として中央の安全なところにいることを嫌い、また日中の全面戦争化で激しくなった戦地の状況を確認すべく中国行きを希望したが木戸幸一や昭和天皇らが反対し断念した。昭和天皇の反対の理由は長弟である秩父宮雍仁親王は外遊に行っており三番目の弟の三笠宮崇仁親王はまだ若いので天皇の身に万が一のことがあったときに摂政となれるのが高松宮しかにないということである。
1940年（昭和15年）4月29日、支那事変従軍記章と功四級金鵄勲章を受ける。同年7月3日、戦艦「比叡」砲術長、11月15日に海軍中佐に進級。「比叡」砲術長時代、部下に海軍将校の心得を訓示した際、「青年士官は現在任務が重要であり、艦の中堅となること現在の最大の任務なり。これをわきまえていれば五・一五事件は起こらぬ筈なり」と述べた。
1940年（昭和15年）11月10日に、内閣主催で、昭和天皇・香淳皇后臨御の下に宮城外苑にて挙行された「紀元二千六百年式典」の翌11月11日に同会場で行われた奉祝会で、その総裁であった兄・秩父宮雍仁親王が病気により欠席したため、その代理を務め、同奉祝会で長兄・昭和天皇への奉祝詞奏上、自身による聖寿万歳三唱などを行った。
1941年（昭和16年）4月5日、「なるべく近くに」と長兄・昭和天皇の内意により、横須賀海軍航空隊教官に補される。同年11月15日付で、海軍中佐に昇任。
太平洋戦争（大東亜戦争）開戦直前の11月20日、軍令部部員と大本営海軍参謀を務めた。この頃、保科善四郎（海軍省兵備局長）に日本軍の実情を聞き、燃料不足を理由に長兄・昭和天皇に対し開戦慎重論を言上する。天皇は当初宣仁親王を主戦論者と見ていた為衝撃を受け、総理兼陸軍大臣・東條英機、軍令部総長・永野修身、海軍大臣・嶋田繁太郎を急遽呼んで事情を聞いたという。戦後、GHQ戦史室調査員・千早正隆が親王に当時の心境を尋ねると、戦争回避は難しいと知りながらも「真相を申し上げるのは直宮（じきみや）としての責務である。」と語っている。
11月30日、宣仁親王は兄天皇のもとを再訪し、開戦について意見を交わした。その際、統帥部の予測として「五分五分の引き分け、良くて六分四分の辛勝」と伝えた上で、敗戦を懸念する昭和天皇に対し、翌日に海軍が戦闘展開する前に戦争を抑え、開戦を中止するよう訴えた。だが天皇は、政府・統帥部の意見を無視した場合、クーデターが発生して、より制御困難な戦争へ突入すると考えており、宣仁親王の意見を聞き入れることはできなかった。
1942年（昭和17年）11月1日、海軍大佐に昇級。満州国にも派遣された。
開戦後も宣仁親王は和平を唱え、嶋田海相の辞任や東條内閣の総辞職を度々主張し、後の終戦後史上唯一の皇族の総理となる東久邇宮稔彦王、弟・三笠宮崇仁親王等の和平派皇族や、米内光政元首相等をはじめとする海軍左派、近衛文麿前首相及び、首相を戦後に務める吉田茂等の政界の和平派と結んだ。更に側近の細川護貞によれば、信任する高木惣吉海軍少将や神重徳海軍大佐などと協力して、戦争を推し進める東條の暗殺さえ一時は真剣に考えていたという。
宣仁親王は1944年（昭和19年）夏ごろには、政府の方針に異を唱える言動を繰り返しており、「絶対国防圏が破られた以上、大東亜共栄圏建設の理想を捨て、如何にしてより良く負けるかを模索すべきだ」「一億玉砕など事実上不可能。新聞などは玉砕精神ばかり論じていて間違っている」と主張していた。このような言説を内大臣の木戸幸一は嫌っており、側近の木戸を通じ、昭和天皇の宣仁親王に対する印象も悪化していった。昭和天皇自身はあくまで政府・軍高官との直接のやり取りを重視するのが筋と考えており、宣仁親王を遠ざけていた。宣仁親王は昭和天皇と直接話す機会が徐々に少なくなっている事を周囲に語っている。
1945年（昭和20年）4月9日、戦局の悪化を受けて、宣仁親王は民心一新の為、兄・昭和天皇の名代として伊勢神宮を参拝した。この参拝は元々宣仁親王自身の発案であり、宣仁親王は若い官吏が国民に対し威張り不親切な態度を取っている現状を憂い、神罰で以てこれにあたることを考えていた。しかし天皇は官吏任命も自身の責任であるとし、神罰の祈願には反対したため、あくまで平和到来とその後の国家指導に関する祈願のみを名代として託すことになった。
大戦末期にはフィリピンに向かう大西瀧治郎海軍中将に対して「戦争を終結させるためには皇室のことは考えないで宜しい」と伝えた。
1945年（昭和20年）8月15日、玉音放送において兄・昭和天皇が読み上げた「終戦の詔書」について、「天皇が国民にわびることばはないね」と天皇の責任（昭和天皇の戦争責任論）について指摘している。
連合国軍最高司令官総司令部（GHQ/SCAP、実質的にはほとんど米軍）が進駐する間際には東久邇宮稔彦王首相宮（史上唯一の皇族首相かつ任期が54日間と史上最短の首相）の命を受けて寺岡謹平海軍中将や第三航空艦隊参謀長・山澄忠三郎大佐と共に、厚木海軍飛行場において徹底抗戦を主張する第三〇二海軍航空隊に対し、武装解除の説得に赴いた。

### 戦後

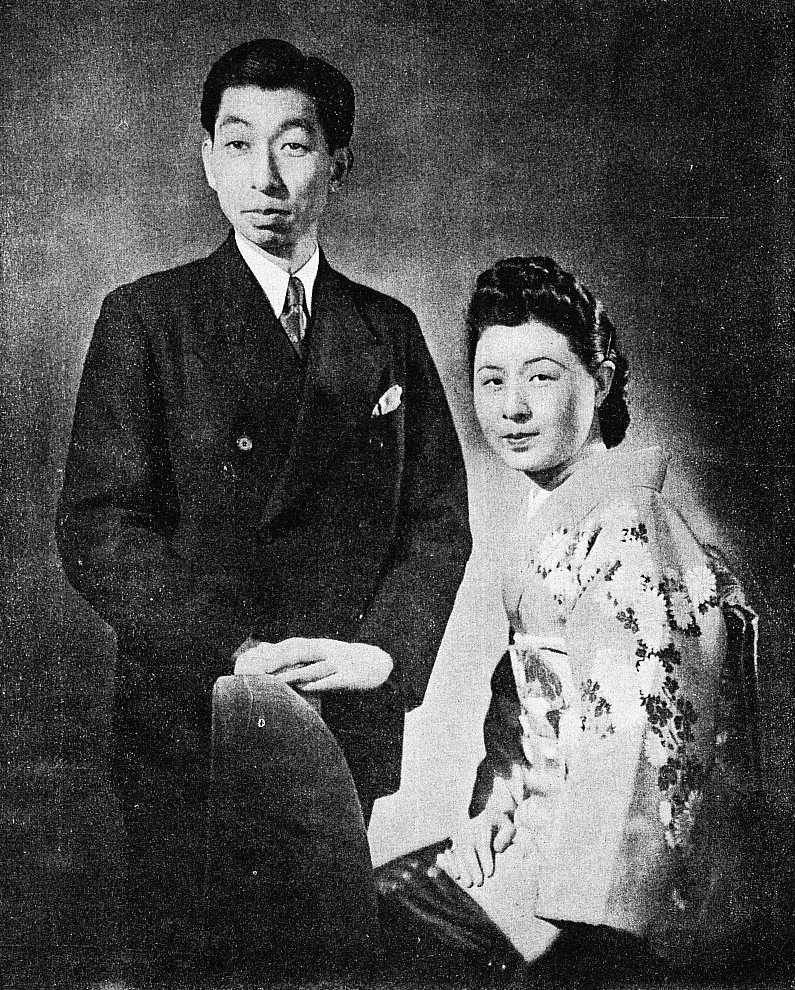
1950年（昭和25年）頃の高松宮・同妃

1945年（昭和20年）8月12日、他の皇族とともに昭和天皇に御文庫附属庫に招かれ、同月10日の御前会議でポツダム宣言受諾の決心を下した説明を聞く。
終戦時に軍令部第一部長・富岡定俊少将の構想で、有事の際に皇統を守ることを目的とした皇統護持作戦に協力する。宣仁親王によれば「いろいろなプランがあり、必要な時にどれかを選んでやればよいと考えていた」という。また邸宅の本館を光輪閣と改称し、ウィロビー、ホイットニーなどの占領軍（GHQ）関係者を招いて昭和天皇の勅旨を伝えるなどし、終戦直後の不安定な状況下の皇室の維持にも努めた。1946年（昭和21年）5月23日、貴族院議員を辞職。
終戦直前の1945年（昭和20年）7月21日から日本赤十字社の総裁を務めていたが、GHQによる公職追放の影響で、1948年（昭和23年）7月31日に退いた。
1945年（昭和20年）11月29日、昭和天皇から歴代山陵への代拝を命じられる。目的は、歴代各陵に対し戦争の終熄へのお詫びと日本の復興に対する御加護を祈ることであり、同年12月1日に東京を出発して仲恭天皇を始め京都府下の46陵に参向。同年12月6日に帰京して、翌12月7日に昭和天皇に復命した。
1951年（昭和26年）10月頃に高松宮は、野村吉三郎元大将を通じて旧海軍関係者に対して、『講和条約発効後、皇室保持と「再軍備精神を喚起する」ために昭和天皇は譲位し、新たな天皇が再軍備後の新「国軍」を指揮する』という命令を伝えていたとされる。
1975年（昭和50年）2月号の文藝春秋において、政治評論家の加瀬英明によるインタビュー記事『高松宮かく語りき』が掲載された。この中で高松宮は、開戦時に長兄・昭和天皇に戦争反対を進言したこと、ミッドウェーでの敗北以降は戦争終結に向け努力していたことを述べた。また、その後の手記発表など戦時中に和平派として活動したとする内容に昭和天皇が不快感を示していたともされる。
しかし、昭和天皇は高松宮に関し「政府当局の意見よりも周りの同年輩の者や出入りする者の意見に流されやすく、日独同盟締結以来戦争を謳歌していたが、東條内閣成立後は開戦に反対し、その後海軍の意見に従い、開戦後は悲観的で陸軍に対する反感を持っていた」と捉えており、高松宮に対しては複雑な心境があった。その後昭和天皇は入江相政侍従に命じて当時の記憶を書き留めさせた。

### 発病、薨去
1953年（昭和28年）に兄の秩父宮雍仁親王が肺結核で危篤となった際、長兄・昭和天皇は弟宮の最期に一目会うことを願ったが叶わなかった。これを天皇は大変悔やんだとされ、1986年（昭和61年）に宣仁親王が末期の肺癌に侵されたときは、昭和天皇は3度にわたって親ら親王のもとへ渡御し、見舞っている。宣仁親王自身には、病名は「老人性結核」と伝えられていた。
天皇が弟宮を見舞った最後は、1987年（昭和62年）2月3日、宣仁親王薨去の当日で、須崎御用邸での静養を中止してのことだった。昭和天皇が病室に着御した時すでに親王の意識はなかったが、宣仁親王妃喜久子の願いもあり、天皇は手を握った。昭和天皇と今生の別れを行った約1時間後の13時10分、肺癌のため東京・広尾の日本赤十字社医療センターで薨去。82歳没。
雍仁親王以来、34年ぶりに皇族の弔事となったため、宮内庁は斂葬の儀の運営方法を相当模索したとされる。2月10日、斂葬の儀が執り行われ、落合斎場で火葬に付された後、同日豊島岡墓地に葬られた。
没後、戦時中を含み27年20冊に渡って書き連ねられた『高松宮日記』が、大井篤に「国宝級の資料」と評され、喜久子妃の尽力により、宮内庁の反対を押し切る形で刊行された。

## 栄典

### 勲章等（国内）
- 1925年（大正14年）12月1日 - 大勲位菊花大綬章[35]
- 1931年（昭和6年）12月5日 - 帝都復興記念章[36]
- 1940年（昭和15年）4月29日
  - 功四級金鵄勲章
  - 支那事変従軍記章
- 1940年（昭和15年）8月15日 - 紀元二千六百年祝典記念章[37]

### 外国勲章
国名等は受章当時。日付は、日本の官報で受章した（捧呈された）日付、又は当該国官報等で授与された日付のうち、早い方。
- 1930年（昭和5年）7月30日 -  ベルギー : レオポルド勲章（英語版）大綬章[38][39]
- 1930年（昭和5年）8月8日 -   オランダ : オランダ獅子勲章（英語版）大綬章[40]
- 1930年（昭和5年）8月26日 -  スウェーデン :セラフィム勲章（英語版）大綬章[41]
- 1930年（昭和5年）9月3日 -  ノルウェー : 聖オーラヴ勲章大綬章[42]
- 1930年（昭和5年）11月4日 -  スペイン王国 : カルロス3世勲章（英語版）頸飾[43]
- 1930年（昭和5年）11月12日 -  ポルトガル : 塔と剣勲章（英語版）[44]
- 1931年（昭和6年）1月5日 -  ユーゴスラビア王国：カラジョルジェの星勲章（英語版）大綬章[45]
- 1931年（昭和6年）1月24日 -  ルーマニア王国：カロル1世勲章（英語版）大綬章[46]
- 1931年（昭和6年）1月28日 -  ハンガリー王国：ハンガリー王国メリット勲章（英語版）大綬章[47]
- 1931年（昭和6年）2月3日 -  オーストリア : オーストリア共和国功績勲章（ドイツ語版）金章[48]
- 1931年（昭和6年）2月7日 -  チェコスロバキア : 白獅子勲章（英語版）大綬章[49]
- 1931年（昭和6年）3月20日 -  フランス共和国：レジオンドヌール勲章グランクロワ[50]

## 系譜
| 宣仁親王 | 父: 大正天皇 | 祖父: 明治天皇 | 曾祖父: 孝明天皇   |
| 宣仁親王 | 父: 大正天皇 | 祖父: 明治天皇 | 曾祖母: 中山慶子   |
| 宣仁親王 | 父: 大正天皇 | 祖母: 柳原愛子 | 曾祖父: 柳原光愛   |
| 宣仁親王 | 父: 大正天皇 | 祖母: 柳原愛子 | 曾祖母: 長谷川歌野 |
| 宣仁親王 | 母: 貞明皇后 | 祖父: 九条道孝 | 曾祖父: 九条尚忠   |
| 宣仁親王 | 母: 貞明皇后 | 祖父: 九条道孝 | 曾祖母: 菅山       |
| 宣仁親王 | 母: 貞明皇后 | 祖母: 野間幾子 | 曾祖父: 野間頼興   |
| 宣仁親王 | 母: 貞明皇后 | 祖母: 野間幾子 | 曾祖母: 不詳       |

### 系図
|              |              |              |              |              |              |  |  |                |                |                |                |                |                |  |  |                |                |                |                |                |                |  |  |                |                |                |                |                |                |  |  |                |                |                |                |                |                |  |  |  |  |  |  |  |  |  |  |  |  |  |  |  |  |  |  |  |  |  |  |  |  |
| 122 明治天皇 |              |              |              |              |              |  |  |                |                |                |                |                |                |  |  |                |                |                |                |                |                |  |  |                |                |                |                |                |                |  |  |                |                |                |                |                |                |  |  |  |  |  |  |  |  |  |  |  |  |  |  |  |  |  |  |  |  |  |  |  |  |
|              |              |              |              |              |              |  |  |                |                |                |                |                |                |  |  |                |                |                |                |                |                |  |  |                |                |                |                |                |                |  |  |                |                |                |                |                |                |  |  |  |  |  |  |  |  |  |  |  |  |  |  |  |  |  |  |  |  |  |  |  |  |
| 123 大正天皇 |              |              |              |              |              |  |  |                |                |                |                |                |                |  |  |                |                |                |                |                |                |  |  |                |                |                |                |                |                |  |  |                |                |                |                |                |                |  |  |  |  |  |  |  |  |  |  |  |  |  |  |  |  |  |  |  |  |  |  |  |  |
|              |              |              |              |              |              |  |  |                |                |                |                |                |                |  |  |                |                |                |                |                |                |  |  |                |                |                |                |                |                |  |  |                |                |                |                |                |                |  |  |  |  |  |  |  |  |  |  |  |  |  |  |  |  |  |  |  |  |  |  |  |  |
|              |              |              |              |              |              |  |  |                |                |                |                |                |                |  |  |                |                |                |                |                |                |  |  |                |                |                |                |                |                |  |  |                |                |                |                |                |                |  |  |  |  |  |  |  |  |  |  |  |  |  |  |  |  |  |  |  |  |  |  |  |  |
| 124 昭和天皇 | 124 昭和天皇 | 124 昭和天皇 | 124 昭和天皇 | 124 昭和天皇 | 124 昭和天皇 |  |  | 秩父宮雍仁親王 | 秩父宮雍仁親王 | 秩父宮雍仁親王 | 秩父宮雍仁親王 | 秩父宮雍仁親王 | 秩父宮雍仁親王 |  |  | 高松宮宣仁親王 | 高松宮宣仁親王 | 高松宮宣仁親王 | 高松宮宣仁親王 | 高松宮宣仁親王 | 高松宮宣仁親王 |  |  | 三笠宮崇仁親王 | 三笠宮崇仁親王 | 三笠宮崇仁親王 | 三笠宮崇仁親王 | 三笠宮崇仁親王 | 三笠宮崇仁親王 |  |  |                |                |                |                |                |                |  |  |  |  |  |  |  |  |  |  |  |  |  |  |  |  |  |  |  |  |  |  |  |  |
| 124 昭和天皇 | 124 昭和天皇 | 124 昭和天皇 | 124 昭和天皇 | 124 昭和天皇 | 124 昭和天皇 |  |  | 秩父宮雍仁親王 | 秩父宮雍仁親王 | 秩父宮雍仁親王 | 秩父宮雍仁親王 | 秩父宮雍仁親王 | 秩父宮雍仁親王 |  |  | 高松宮宣仁親王 | 高松宮宣仁親王 | 高松宮宣仁親王 | 高松宮宣仁親王 | 高松宮宣仁親王 | 高松宮宣仁親王 |  |  | 三笠宮崇仁親王 | 三笠宮崇仁親王 | 三笠宮崇仁親王 | 三笠宮崇仁親王 | 三笠宮崇仁親王 | 三笠宮崇仁親王 |  |  |                |                |                |                |                |                |  |  |  |  |  |  |  |  |  |  |  |  |  |  |  |  |  |  |  |  |  |  |  |  |
|              |              |              |              |              |              |  |  |                |                |                |                |                |                |  |  |                |                |                |                |                |                |  |  |                |                |                |                |                |                |  |  |                |                |                |                |                |                |  |  |  |  |  |  |  |  |  |  |  |  |  |  |  |  |  |  |  |  |  |  |  |  |
| 125 上皇     | 125 上皇     | 125 上皇     | 125 上皇     | 125 上皇     | 125 上皇     |  |  | 常陸宮正仁親王 | 常陸宮正仁親王 | 常陸宮正仁親王 | 常陸宮正仁親王 | 常陸宮正仁親王 | 常陸宮正仁親王 |  |  | 寬仁親王       | 寬仁親王       | 寬仁親王       | 寬仁親王       | 寬仁親王       | 寬仁親王       |  |  | 桂宮宜仁親王   | 桂宮宜仁親王   | 桂宮宜仁親王   | 桂宮宜仁親王   | 桂宮宜仁親王   | 桂宮宜仁親王   |  |  | 高円宮憲仁親王 | 高円宮憲仁親王 | 高円宮憲仁親王 | 高円宮憲仁親王 | 高円宮憲仁親王 | 高円宮憲仁親王 |  |  |  |  |  |  |  |  |  |  |  |  |  |  |  |  |  |  |  |  |  |  |  |  |
| 125 上皇     | 125 上皇     | 125 上皇     | 125 上皇     | 125 上皇     | 125 上皇     |  |  | 常陸宮正仁親王 | 常陸宮正仁親王 | 常陸宮正仁親王 | 常陸宮正仁親王 | 常陸宮正仁親王 | 常陸宮正仁親王 |  |  | 寬仁親王       | 寬仁親王       | 寬仁親王       | 寬仁親王       | 寬仁親王       | 寬仁親王       |  |  | 桂宮宜仁親王   | 桂宮宜仁親王   | 桂宮宜仁親王   | 桂宮宜仁親王   | 桂宮宜仁親王   | 桂宮宜仁親王   |  |  | 高円宮憲仁親王 | 高円宮憲仁親王 | 高円宮憲仁親王 | 高円宮憲仁親王 | 高円宮憲仁親王 | 高円宮憲仁親王 |  |  |  |  |  |  |  |  |  |  |  |  |  |  |  |  |  |  |  |  |  |  |  |  |
|              |              |              |              |              |              |  |  |                |                |                |                |                |                |  |  |                |                |                |                |                |                |  |  |                |                |                |                |                |                |  |  |                |                |                |                |                |                |  |  |  |  |  |  |  |  |  |  |  |  |  |  |  |  |  |  |  |  |  |  |  |  |
| 126 今上天皇 | 126 今上天皇 | 126 今上天皇 | 126 今上天皇 | 126 今上天皇 | 126 今上天皇 |  |  | 秋篠宮文仁親王 | 秋篠宮文仁親王 | 秋篠宮文仁親王 | 秋篠宮文仁親王 | 秋篠宮文仁親王 | 秋篠宮文仁親王 |  |  |                |                |                |                |                |                |  |  |                |                |                |                |                |                |  |  |                |                |                |                |                |                |  |  |  |  |  |  |  |  |  |  |  |  |  |  |  |  |  |  |  |  |  |  |  |  |
| 126 今上天皇 | 126 今上天皇 | 126 今上天皇 | 126 今上天皇 | 126 今上天皇 | 126 今上天皇 |  |  | 秋篠宮文仁親王 | 秋篠宮文仁親王 | 秋篠宮文仁親王 | 秋篠宮文仁親王 | 秋篠宮文仁親王 | 秋篠宮文仁親王 |  |  |                |                |                |                |                |                |  |  |                |                |                |                |                |                |  |  |                |                |                |                |                |                |  |  |  |  |  |  |  |  |  |  |  |  |  |  |  |  |  |  |  |  |  |  |  |  |
|              |              |              |              |              |              |  |  | 悠仁親王       |                |                |                |                |                |  |  |                |                |                |                |                |                |  |  |                |                |                |                |                |                |  |  |                |                |                |                |                |                |  |  |  |  |  |  |  |  |  |  |  |  |  |  |  |  |  |  |  |  |  |  |  |  |

## 人物

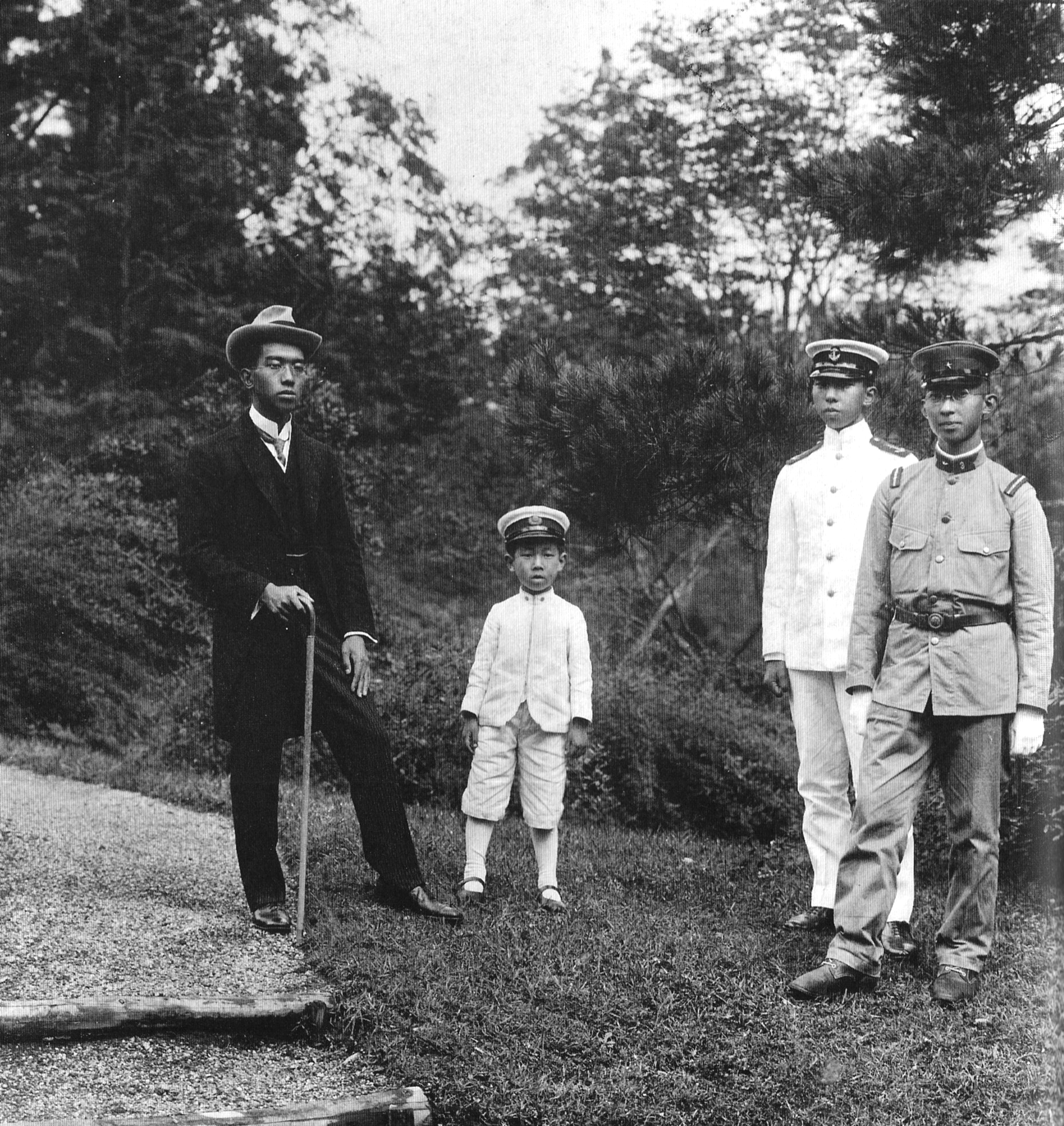
1921年（大正10年）、大正天皇の4皇子たち。右から淳宮雍仁親王（後の秩父宮）、宣仁親王、澄宮崇仁親王（後の三笠宮）、皇太子裕仁親王（後の昭和天皇）。

### 家族関係
年の近い、長兄・昭和天皇や次兄・秩父宮雍仁親王とは、幼少期から生涯にわたって親しかった。
三笠宮崇仁親王の子供たちを可愛がり、「おじさま」と呼ばれて慕われていた。礼宮文仁親王は「叔父様のような字を書きたい」と言ったことがきっかけで、喜久子妃の弟子として有栖川流書道を伝承することとなった。
誕生時の皇位継承順位は、兄の裕仁親王・雍仁親王に次ぐ第3位であった。裕仁親王が昭和天皇に践祚したことで順位が繰り上がり、第2位となった。

### 文化・福祉活動
宣仁親王はスポーツ・国際親善交流・厚生・美術・工芸など、多岐にわたる活動を行った。中でも競馬の高松宮杯（現・「高松宮記念」）については、病に倒れるまで毎年観戦し、自ら優勝杯の授与も行っていた。
済生会などの総裁を務め、社会活動にも貢献した。なお、赤い羽根を渡すアメリカの慈善福祉の慣習を赤い羽根共同募金として日本に導入したのは宣仁親王だとされる。これは、社会事業共同募金中央委員会（中央共同募金会）の総裁として、鶏を屠殺する際に出る羽を「赤心」（≒真心）に例え赤く染めて募金のシンボルにすることを提案したことに由来する。
1947年には、皇族として初めてハンセン病患者を収容していた国立療養所栗生楽泉園を訪問した。
また、戦後は日米親善活動の一環で、国際基督教大学（ICU）の設立準備委員会名誉総裁を務めた。
ゴルフやスキー好きでも知られ、暖かい季節は夫妻で再三各地のゴルフ場を訪れてプレーを楽しみ、雪の季節になればよく雪山でスキーを楽しんでいた。
また夏になると、高輪の邸宅のプールを近所の子供のために開放していた。

### 軍人として
戦前・戦時中は、帝国海軍将校で終戦時は大佐であった。兄・雍仁親王が結核で病身であったので、占領期は、兄・昭和天皇を間接的に助けようという意向が強く、東京裁判（極東国際軍事裁判）の関係者を招き1947年（昭和22年）2月8日、鴨猟を行なったりした。皇室などの伝統のない外国人も喜んだとある。また福祉の宮としても有名で、母・貞明皇后の活動を継ぎ、「ハンセン病の藤楓協会」の総裁を務め入園者の福祉の増進に尽力した。皇室ゆかりの門跡寺院仁和寺を支える「仁和会」総裁も務めた。
海軍兵学校在学中は特別官舎で過ごし、授業の多くはマンツーマン教育を受けるなど、特別扱いではあったものの、訓練および授業では、他の生徒と同じように扱ってほしいと望んでいたといわれる。初期の『高松宮日記』にも、特別扱いされることへの不満の記述が随所にみられる。後に宣仁親王が砲術長として着任した戦艦「比叡」は大和型戦艦の実験艦としての役割を担っており、宣仁親王の着想が戦艦「大和」に採用された例もあったという。この「比叡」でも艦長・有馬馨以下周囲が宣仁親王のために参謀長室や参謀長休憩室（艦橋勤務時）を提供したり、飲料水を特別に消毒するなど気をつかう事が多かったが、親王は断固として一将校として勤務し、有馬艦長に「殿下ほど忠実に命令を実行する士官に接したことはない」と言わしめた。宣仁親王も「比叡」を気にかけており、転属後も幾度か来艦している。
帝国海軍への思い入れは深く、1977年（昭和52年）に松永市郎（海軍大尉）が海軍時代回想記を出版すると、松永と数名の海軍将校を邸宅に招いた。宣仁親王は「海軍のことを書いても、美点、長点だけを書いては、後世の役に立たない。むしろ、海軍の欠点、短所を書いておけば、それが後世のためになる。これからは、海軍の悪かったことも堂々と書きたまえ。そのために苦情を言う者が出てきたら、高松が言ったと答えたまえ」（原文まま）と声をかけている。
戦後、1971年（昭和46年）には、硫黄島の戦跡（第二次大戦末期の硫黄島の戦い）を訪問した。宣仁親王は、骨が入口周辺に積み重なっていた洞窟の前で、地べたに正座して、両手を突き首を垂れ、じっと瞑想状態に入った。また当時は、硫黄島には至る所に散らばったままの遺骨もあったが、仕方なしに海上自衛隊駐屯部隊の隊員も、普段は靴で遺骨を踏んで歩くようになってしまっていた。しかし、宣仁親王はそれをためらい、靴と靴下も脱ぎ、素足になって骨片の散らばる洞窟内へ入って行った。その洞窟内には、硫黄島という名前の通り地面から硫黄のガスが噴き出していたという。

## 著作
- 『高松宮日記』中央公論社
  - 第一巻 1996年（平成8年）3月刊行 ISBN 4-12-403391-5。全国書誌番号:96063037。
  - 第二巻 1995年（平成7年）6月刊行 ISBN 4-12-403392-3。全国書誌番号:95072287。
  - 第三巻 1995年（平成7年）11月刊行 ISBN 4-12-403393-1。全国書誌番号:96032353。
  - 第四巻 1996年（平成8年）7月刊行 ISBN 4-12-403394-X。全国書誌番号:97018217。
  - 第五巻 1996年（平成8年）11月刊行 ISBN 4-12-403395-8。全国書誌番号:97038500。
  - 第六巻 1997年（平成9年）3月刊行 ISBN 4-12-403396-6。全国書誌番号:98004387。
  - 第七巻 1997年（平成9年）7月刊行 ISBN 4-12-403397-4。全国書誌番号:98030577。
  - 第八巻 1997年（平成9年）12月刊行 ISBN 4-12-403398-2。全国書誌番号:98073044。。

没後、1991年（平成3年）に高松宮付の宮務官が宮邸の倉庫より発見した、日記は大正10年（1921年）から昭和22年（1947年）までの、日々の公務が書かれている。喜久子妃の強い希望で一部編集を経て出版された。編集委員は細川護貞・大井篤・阿川弘之・豊田隈雄。

## 伝記
- 『高松宮宣仁親王』同 伝記刊行委員会編 朝日新聞社、1991年（平成3年）
  - 『高松宮宣仁親王 復刻 皇族軍人伝記集成16』佐藤元英解説、ゆまに書房、2012年（平成24年）
- 『高松宮宣仁親王殿下をお偲びして 藤楓協会三十五年の歩み』藤楓協会編 1988年（昭和63年）、非売品